# Oscillatore Franklin
L'Oscillatore Franklin è un oscillatore a radiofrequenza, usato raramente in banda audio, destinato a lavorare affidabilmente fino a frequenze al disotto dei 30 MHz.
La struttura è quella di un amplificatore differenziale, originariamente a catodo comune, in cui il risonatore LC è posto all'anodo di una valvola e, tramite una presa intermedia (capacitiva od induttiva), il segnale viene fornito alla griglia del triodo opposto al cui anodo può venir rilevato il segnale d'uscita senza caricare il risonatore
Il circuito funziona altrettanto bene con transistor bipolari (è la base operativa di oscillatori integrati commerciali come l'MC1648) e transistor a stato solido a effetto di campo (JFET, Mosfet, HEMT, MESFET).